# Thiotrichaceae
Thiotrichaceae — родина грам-негативних протеобактерій порядку Thiotrichales. До родини належить  Thiomargarita magnifica — найбільша відома сучасна бактерія, до 2 см завдовжки, що робить її легко видимою неозброєним оком. 

## Опис
Утворюють нитчасті структури. Деякі види пересуваються за допомогою ковзання, Thiospira — за допомогою джгутиків. Більшість родів цієї родини здатні виробляти сірку шляхом окислення сірководню.